# Elie Bufnea
Elie Bufnea (n. 1897, Runc, județul Alba - d. 26 martie 1987) a fost un avocat transilvănean, ofițer al Armatei Regale Române în timpul Primului Război Mondial, care a s-a făcut remarcat atât prin contribuțiile sale la activitățile de organizare și de luptă ale Legiunii Române din Siberia în intervalul 1918-1920, cât și prin faptul că a fost autor al unor lucrări despre voluntariatul românesc în perioada Primei Mari Conflagrații și despre rolul acestuia în înfăptuirea Marii Uniri.

## Biografie
Trăind în anturajul apropiat al familiei poetului Octavian Goga, s-a refugiat după începerea Războiului odată cu acesta în Regatul României, unde s-a încadrat în Armata Română.
În anul 1918 după ce în mod oficial a fost demobilizat, a fost trimis alături de alții transilvăneni în secret în Siberia, pentru a ajuta la formarea unui nou corp de voluntari dintre prizonierii români ai Armatei Austro-Ungare. De asemenea, alături de cei trimiși a avut rolul de a continua propaganda în rândul transilvănenilor prizonieri, astfel încât  aceștia să continue să se înroleze sau să se repatrieze în România.
După sfârșitul Primului Război Mondial a profesat în Regatul României meseria de avocat și a încercat prin conferințe, articole și cărți să facă cunoscute meritele voluntarilor ardeleni care au luptat pentru a face posibilă unirea Transilvaniei cu România.
Arestat de către regimul comunist din motive politice, a stat în închisoare în perioada 1948-1955. După eliberare, Elie Bufnea a continuat să scrie până la moartea sa, manuscrisele sale intrând alături de numeroase fotografii, jurnale de operații, hărți originale și liste, sub forma unui fond documentar în colecția Muzeului Unirii din Alba Iulia. După Revoluția Română din 1989, o ultimă carte i-a fost publicată postum.

## Opere
- Voluntarii români în Siberia (1928)
- Cruciați, tirani și bandiți

- Vol I: În Rusia sovietelor (1931)
- Vol. II: În Siberia lui Kolceak (1942)

- F.I.D.A.C, Cuvânt comemorativ (1932)
- Das Rumänische Volk (1942)
- Pe drumuri japoneze (1942)
- Pățaniile unui caporal (1942)
- Transilvania și Românismul (1943)
- Cadastrul și cărțile funciare
- Revoluția de eliberare națională a Transilvaniei: Unirea,1914-1918 (2010, postum)

## Literatură suplimentară
- Ivan, Sabin; Elie Bufnea: Cu voluntarii români în Siberia (1917-1920); Memoria, Revista gândirii arestate, Nr. 30
- Cercetatoarea Ioana Rustoiu despre Elie Bufnea și colecția de bancnote din perioada Revoluției Ruse; youtube.com;
- Cercetătorii Gabriel și Ioana Rustoiu despre Colecția de bancnote rusești, stransă de Elie Bufnea; 14 ianuarie 2014; AlbaTV
- Șerban,I. I.; Un manuscris inedit despre activitatea lui Octavian Goga în România în anii Primului Război Mondial (I); Annales Universitatis Apulensis. Series Historica, 2002, 6, nr. 1; pp. 187–196
- Țimonea, Dorin; Elie Bufnea, un simplu erou din Primul Război Mondial. Odiseea voluntarilor români în Siberia și Extremul Orient Arhivat în 10 octombrie 2016, la Wayback Machine.; historia.ro
- Eroii Neamului Serie nouă, Anul II Nr. 4 (5), Dec. 2010 Arhivat în 11 octombrie 2016, la Wayback Machine.

- Șichet, Voicu; Manifestul de la Darnița - prolog al Marii Uniri de la Alba Iulia din 1 decembrie 1918; pp. 10-13
- Câmpean, Viorel; Voluntari sătmăreni în Legiunea românească din Siberia; pp. 14-16

- Popescu George - redactor; Spânu, Alin; Tănase, Tiberiu - invitați;  Frontul invizibil românesc 1914-1919. Partea I; 29 martie 2016; Radio România Actualități